# Stalag 369
Stalag 369 Kobierzyn – działający w okresie II wojny światowej, niemiecki obóz karny dla szeregowców i podoficerów armii francuskiej, belgijskiej i holenderskiej, którzy w myśl Konwencji Genewskiej odmówili pracy na rzecz III Rzeszy.

## Historia
Znajdował się w południowej części Krakowa, na granicy obecnych dzielnic VIII oraz IX, pomiędzy dzisiejszymi ulicami: Zawiłą, Skośną i Żywiecką.
Obóz został zbudowany przez Niemców na nieużytkach i piaskach pomiędzy Kobierzynem a Borkiem Fałęckim. W październiku 1941 roku przywieziono tu pierwszych więźniów. Byli nimi wzięci do niewoli żołnierze Armii Czerwonej.  Do 3 maja 1942 funkcjonował pod nazwą Oflag XIII A Nürnberg-Langwasser (Unterlager A), a od tego dnia jako Stalag 369 Kobierzyn. Przeznaczony był dla 5–6 tysięcy jeńców. W okresie jego istnienia przeszło przez niego od 12 do 16 tysięcy żołnierzy alianckich. Ewakuacja stalagu odbyła się w okresie 6–13 sierpnia 1944. W obozie zmarło czternastu żołnierzy alianckich, którzy zostali pochowani na znajdującym się kilkaset metrów na wschód borkowskim cmentarzu parafialnym. Po wojnie ich prochy zostały ekshumowane i ponownie pochowane w krajach pochodzenia. 
Okoliczni mieszkańcy spontanicznie organizowali pomoc żywnościową dla jeńców, starali się na różne sposoby pomagać uwięzionym. Pomagali w ucieczkach, chociaż za ukrywanie zbiegów Niemcy karali śmiercią całe rodziny.
Za pomoc i opiekę nad więźniami obozu Stalag 369 w Kobierzynie, jeden z jej organizatorów profesor Jan Harasymowicz został uhonorowany Legią Honorową. Był on też jednym z inicjatorów powstania pomnika więźniów obozu, który odsłonięto w 1966.

## Znani więźniowie
W obozie przebywał jako jeniec Jean Morin, francuski rysownik, który życie obozowe utrwalił w swoich pracach. Po zwolnieniu z obozu udało mu się bezpiecznie przewieźć rysunki do Francji. Reprodukcje grafik obozowych zostały wydane po wojnie, w formie książki zatytułowanej Gross-Hesepe Stalag 6C, Kobierzyn Stalag 369. Pologne. Stalags de Refractaires. 50 Dessins de Jean Morin. Souvenirs de Captivite 1940-1945 przez wydawnictwo Grenouilleau-Landais et les Fils z Bordeaux.
Innym znanym więźniem obozu był Francis Ambrière (pseudonim literacki Jean-Louisa Letelliera). Jego powieść-biografia Les Grandes Vacances, 1939-1945 (Długie wakacje, 1939-1945) wydana w 1946, cieszyła się powodzeniem we Francji i przyniosła autorowi prestiżową Nagrodę Goncourtów za rok 1940. Opisuje w niej także pobyt w stalagu i pomoc Polaków. Książka wydana została również w Polsce na początku lat 70. XX wieku.

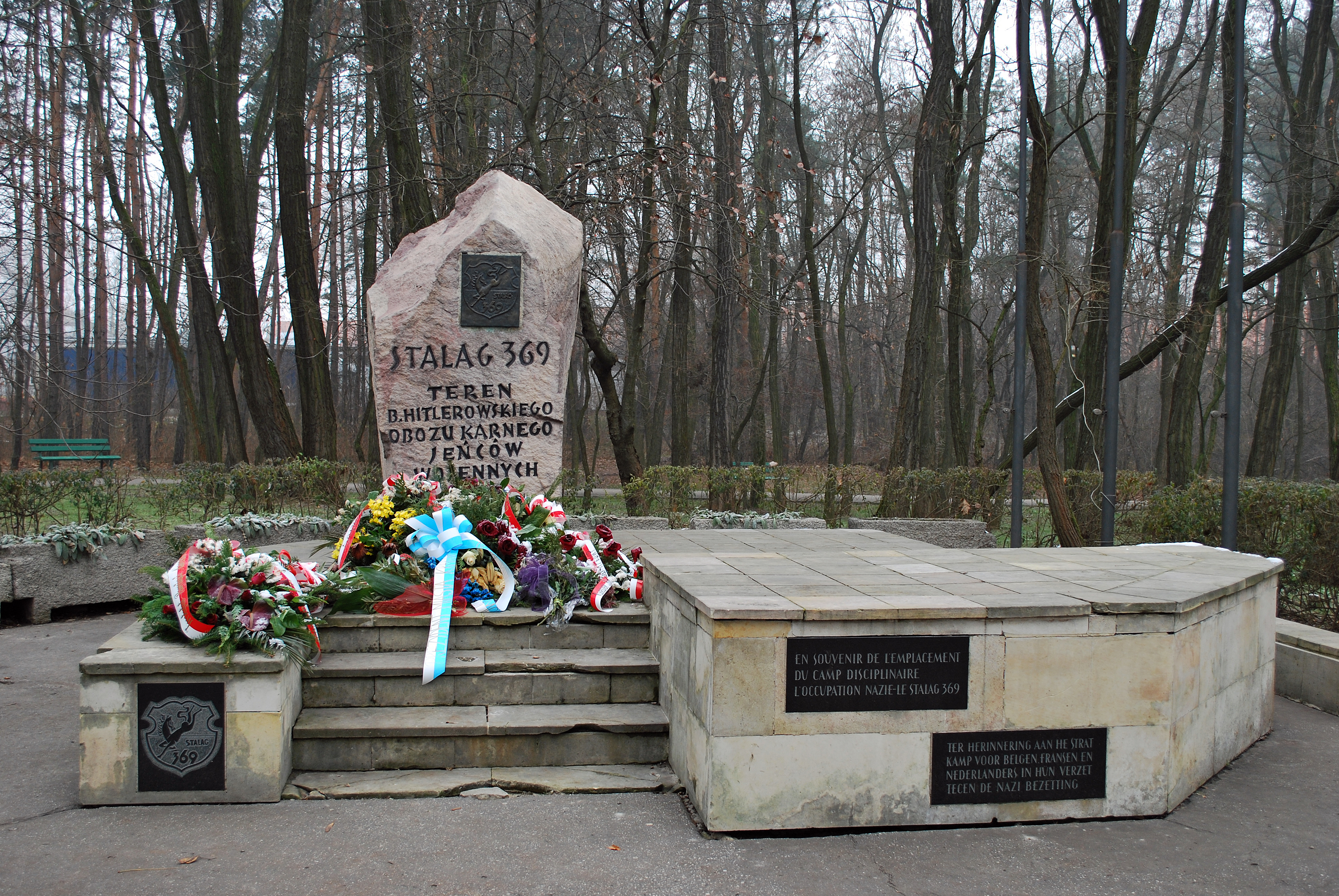
Pomnik w miejscu gdzie znajdowała się brama obozu